# Ficus arnottiana
Ficus arnottiana är en mullbärsväxtart som först beskrevs av Friedrich Anton Wilhelm Miquel, och fick sitt nu gällande namn av Friedrich Anton Wilhelm Miquel. Ficus arnottiana ingår i släktet fikonsläktet, och familjen mullbärsväxter. Inga underarter finns listade i Catalogue of Life.

## Bildgalleri

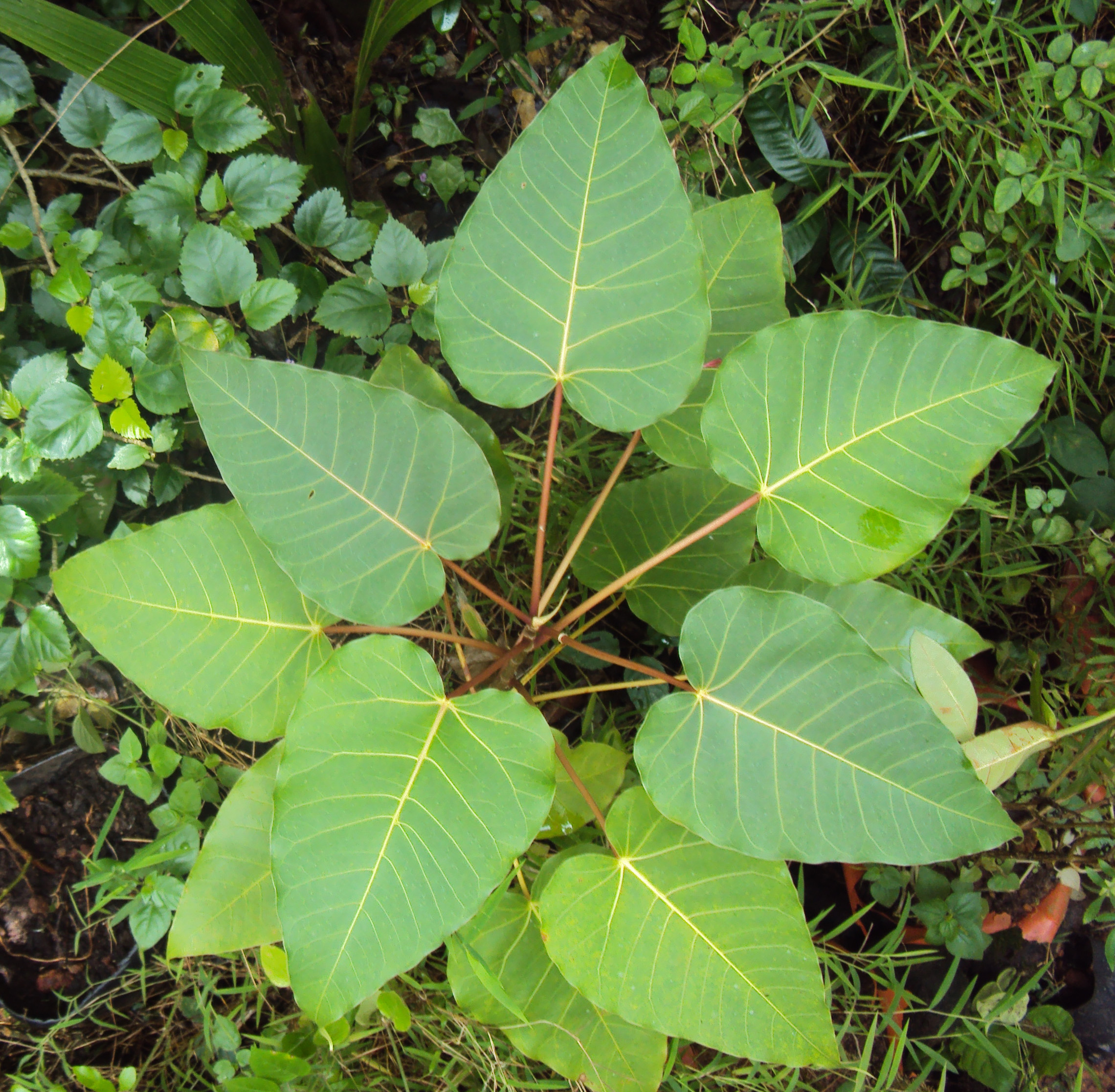